# Kalasaari (ö i Norra Savolax, Kuopio, lat 62,74, long 27,73)
Kalasaari är en ö i Finland. Den ligger i sjön Kallavesi och i kommunen Kuopio i den ekonomiska regionen  Kuopio ekonomiska region  och landskapet Norra Savolax, i den centrala delen av landet, 300 km nordost om huvudstaden Helsingfors. Öns area är 5,9 hektar och dess största längd är 0,5 kilometer i sydöst-nordvästlig riktning.